# گمینا کالیسکا
گمینا کالیسکا (به لهستانی:  Gmina Kaliska) یک گمینا در لهستان است که در شهرستان استاروگارد واقع شده‌است. گمینا کالیسکا ۱۱۰٫۳۶ کیلومتر مربع مساحت و ۵٬۱۵۰ نفر جمعیت دارد.